# Торекельбергет
Торекельбергет (Торекельбергетский музей под открытым небом; швед. Torekällberget, Torekällbergets friluftsmuseum) — музей под открытым небом в Сёдертелье (Швеция). Расположен на горе Торекельбергет в центральной части Сёдертелье. Музей был открыт в 1929 году и рассказывает о жизни жителей Сёдертелье и восточной части провинции Сёдерманланд в XIX веке. Музейная зона разделена на «Город» и «Деревню». Ветряная мельница Нора стала «брендом» и символом музея. Неделя XIX века в Торекельбергете была постоянным летним мероприятием ежегодно с 2014 по 2019 год, но в 2020 году финансирование мероприятия было ограничено.

## История
Музей под открытым небом был открыт 7 июля 1929 года Вильгельмом Шёгреном (1862—1940), председателем Культурно-исторического сообщества Эстер Сёдерманланд (ÖSKF). Местом его расположения стала ранее известная гора Америкабергет, расположенная недалеко от центра города, а сам музей получил название «Музей под открытым небом Торекэльбергетс». Первые перенесённые в музей дома отражали исчезающую крестьянскую культуру восточного Сёдерманланда. Первыми зданиями, перенесёнными в музей, стали ветряная мельница Нора из прихода Мёркё и сад Рёбигорден из деревни Рёби в приходе Грёдинге.
С тех пор было построено множество зданий и сооружений, включая старую школу Лидебю, появившуюся здесь в 1972 году, и боулинг, перенесённый сюда в 2008 году. В связи с реновацией города в 1960-х годах несколько кварталов на улице Сторгатан в центре Сёдертелье были снесены. В общей сложности 72 здания были снесены для новой масштабной застройки. Здания, представлявшие культурную и историческую ценность, такие как кафе «Солбакенс», сад Гарверигорден, сад Веттерхольмска и дом Стрёмстедтска (Хандельсгорден), были перенесены из центра города в Торекельбергет. Дома образуют целые городские кварталы и показывают, как выглядел Сёдертелье в середине XIX века.

## Музей
В 1960-х годах Торекельбергет стал муниципальным музеем. В комплекс Торекельбергет кроме собственно Музея под открытым небом входят Городской музей Сёдертелье, Биологический музей и Служба охраны культурной среды муниципалитета Сёдертелье. Директор музея — Вивека Андерссон.

### «Деревня»
В зоне «Деревня» находятся два первых здания музея: Рабюгорден из прихода Грёдинге и ветряная мельница Нора из прихода Мёркё. Здесь также находится дом боцмана Эстберга из Эстер-Кумлы в приходе Тюринге, а также несколько конюшен и вольеров для сельскохозяйственных животных музея, среди которых шведские породы животных. Здесь также живут овцы и козы породы гут. Музей сотрудничает с зоопарками в деле сохранения этих видов. Эта зона позволяет увидеть, как жилось на фермах и в хуторах Сёрмланда в XIX веке. Здесь также находится образовательная игровая площадка Лиллгорден и небольшая школа Лидебю, построенная в 1860-х годах и изначально располагавшаяся в Лидебю. На территории парка также находится сцена «Торекэльбергетс», где в летние месяцы проходят танцы и представления. Вход в «Ландет» образует прогулочный парк с беседкой и искусственным прудом.

«Деревня»
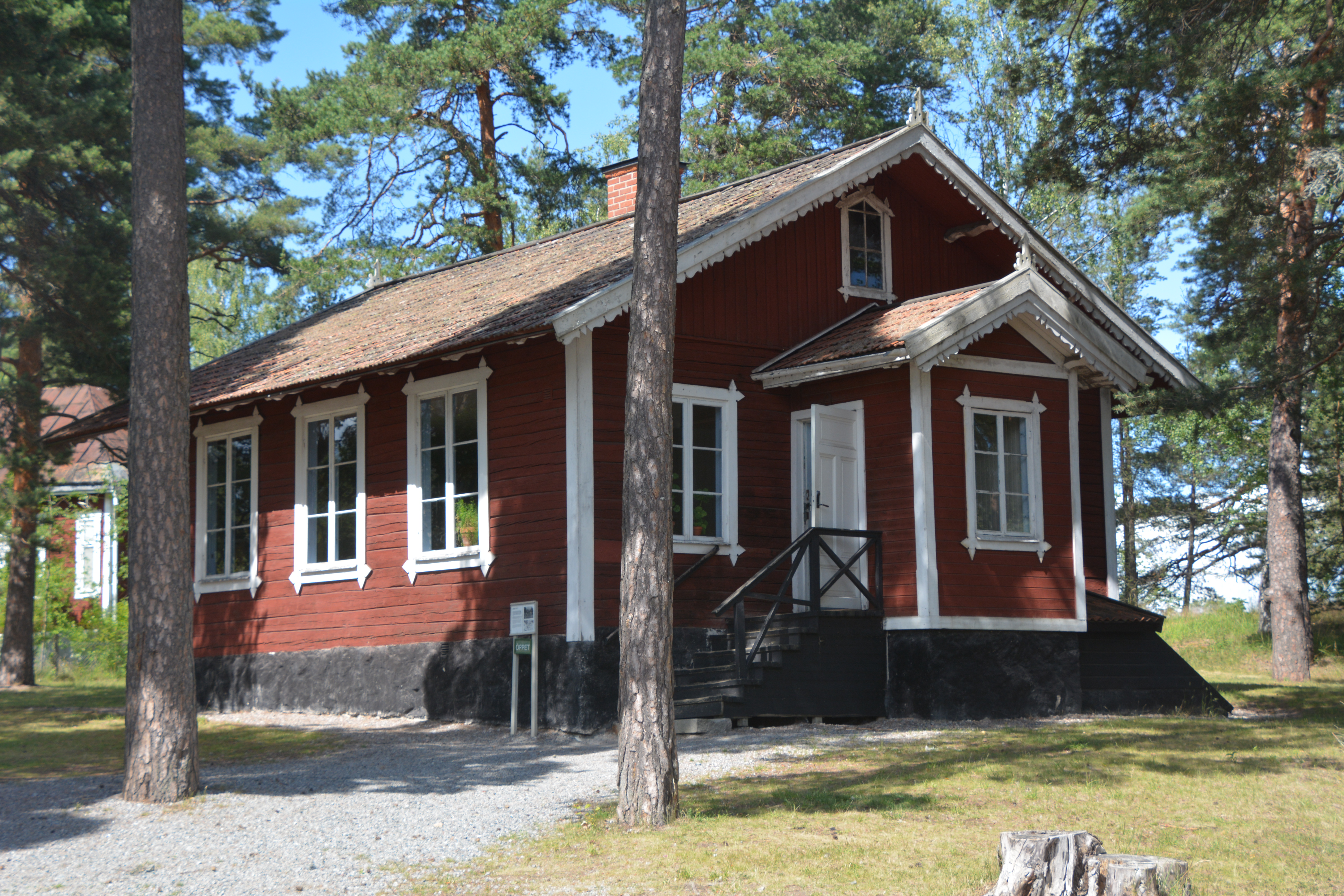
Здание бывшей школы
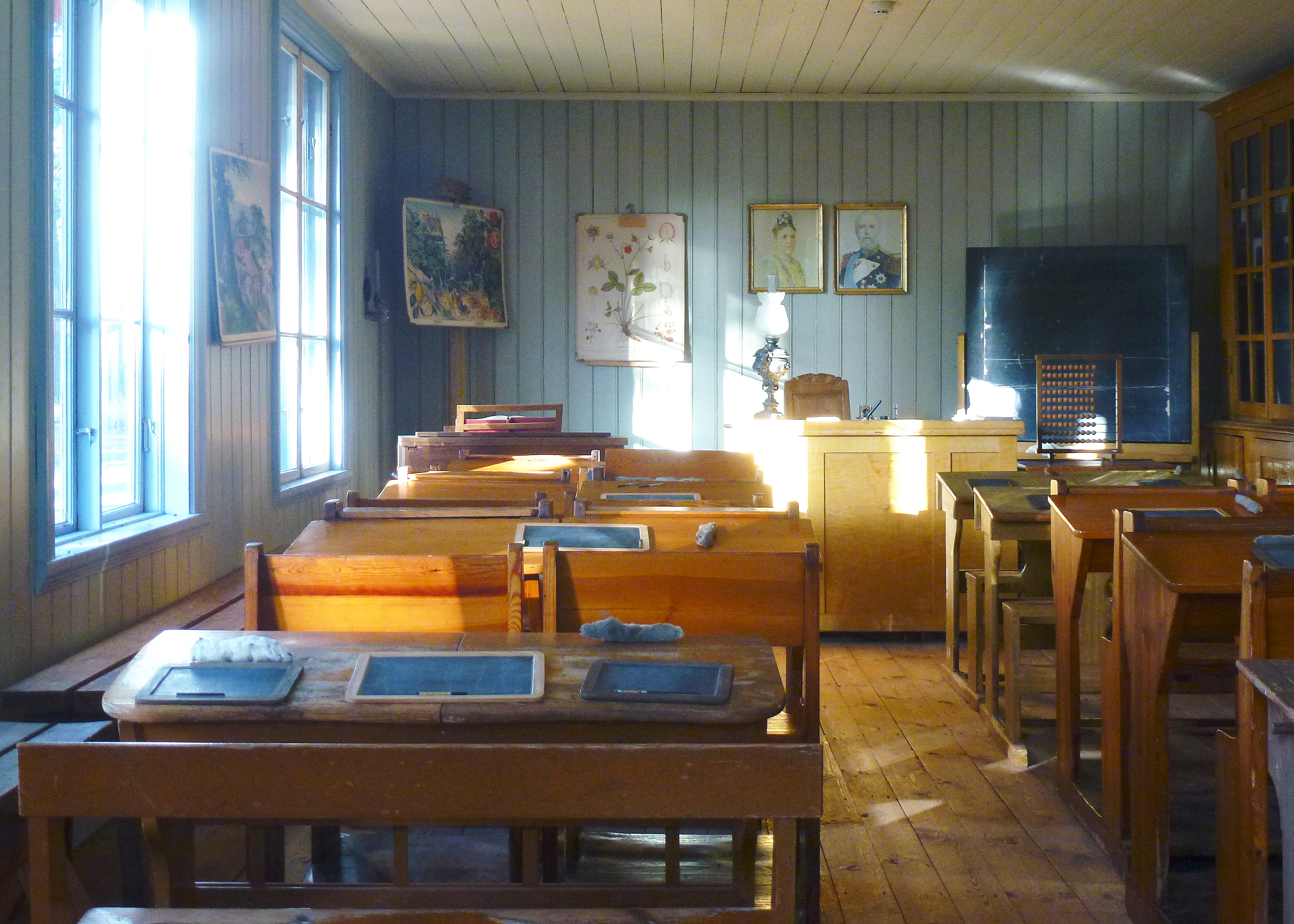
Школьный класс
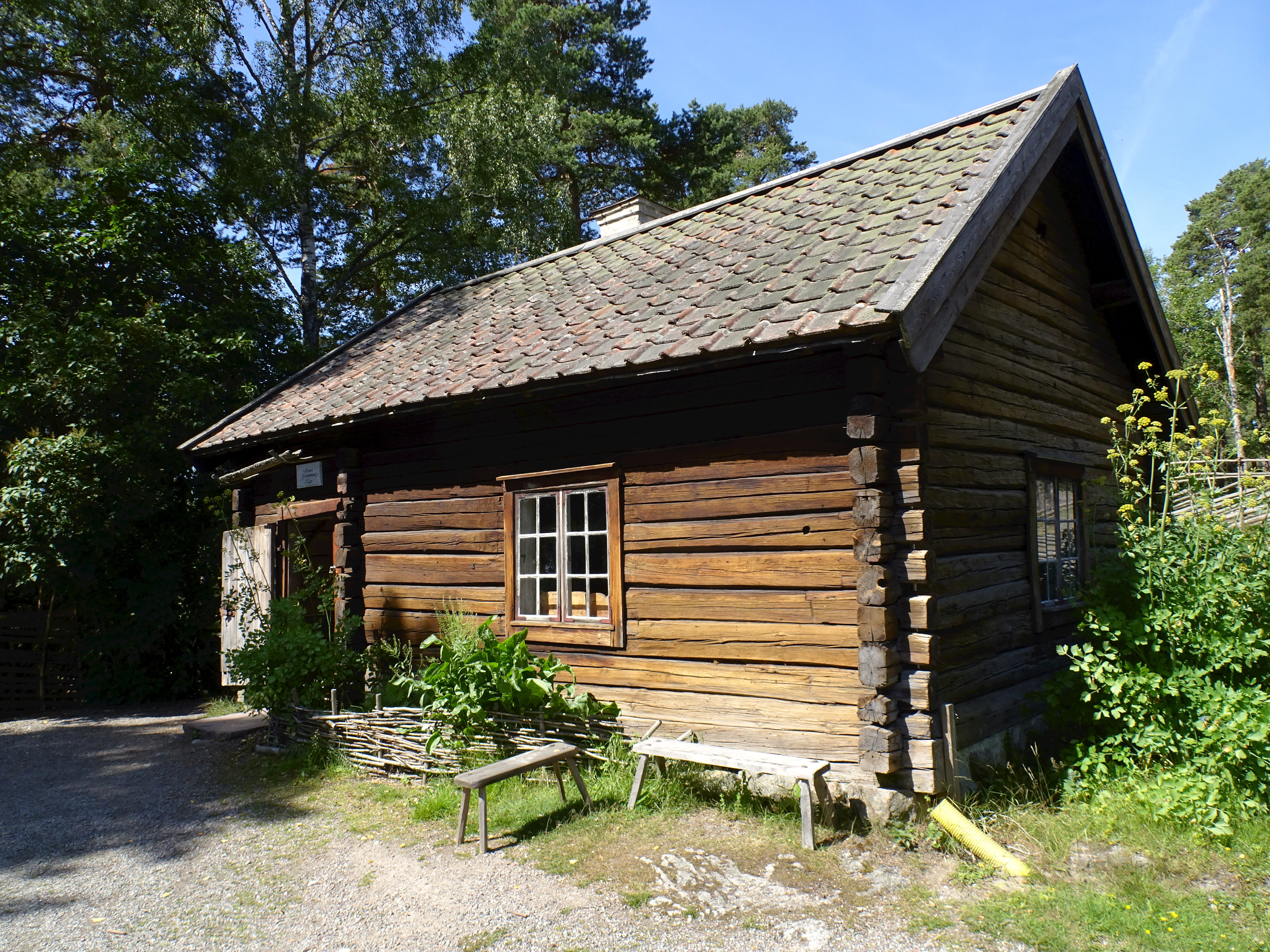
Домик лодочника в Эстберге
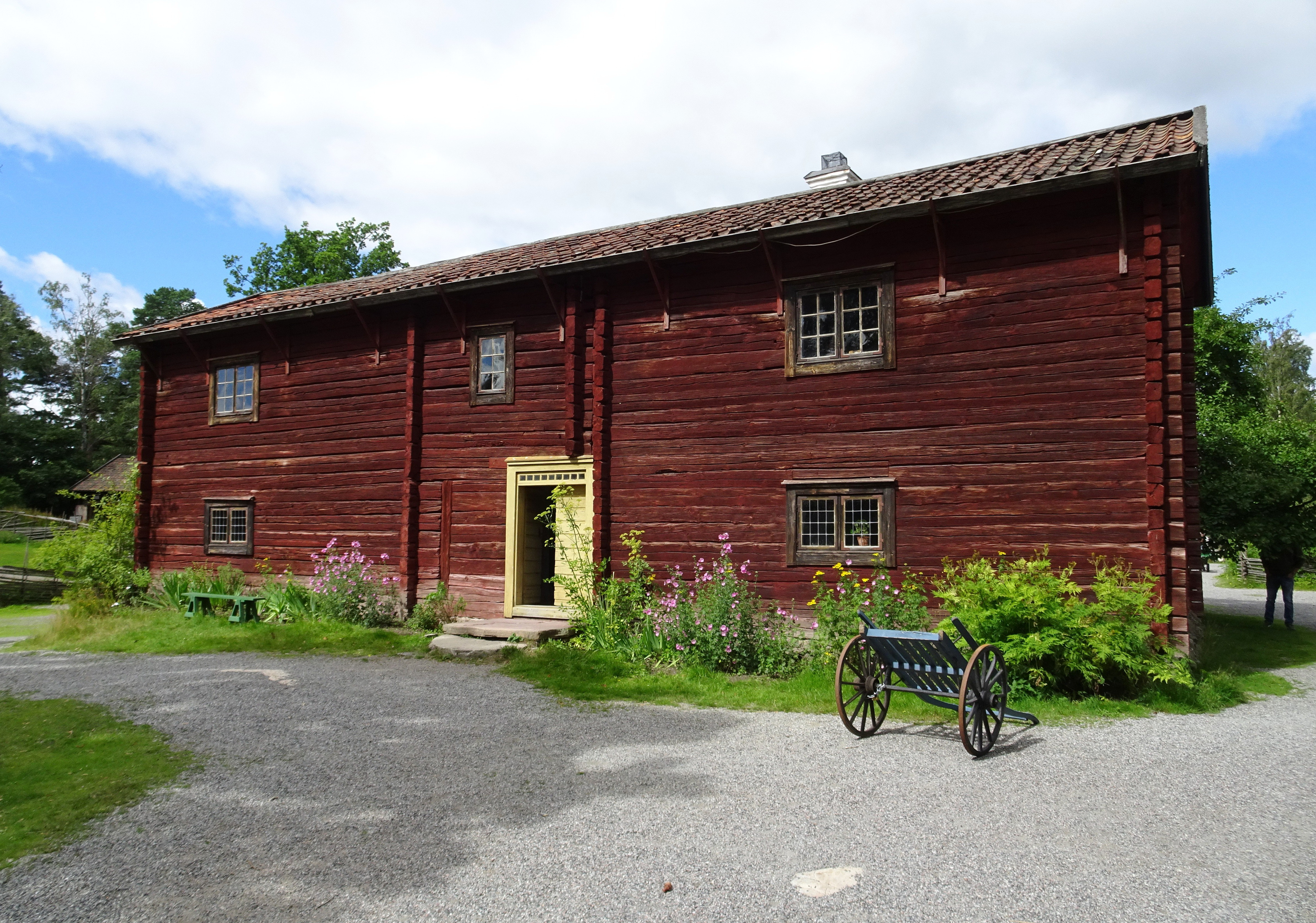
Садовый дом
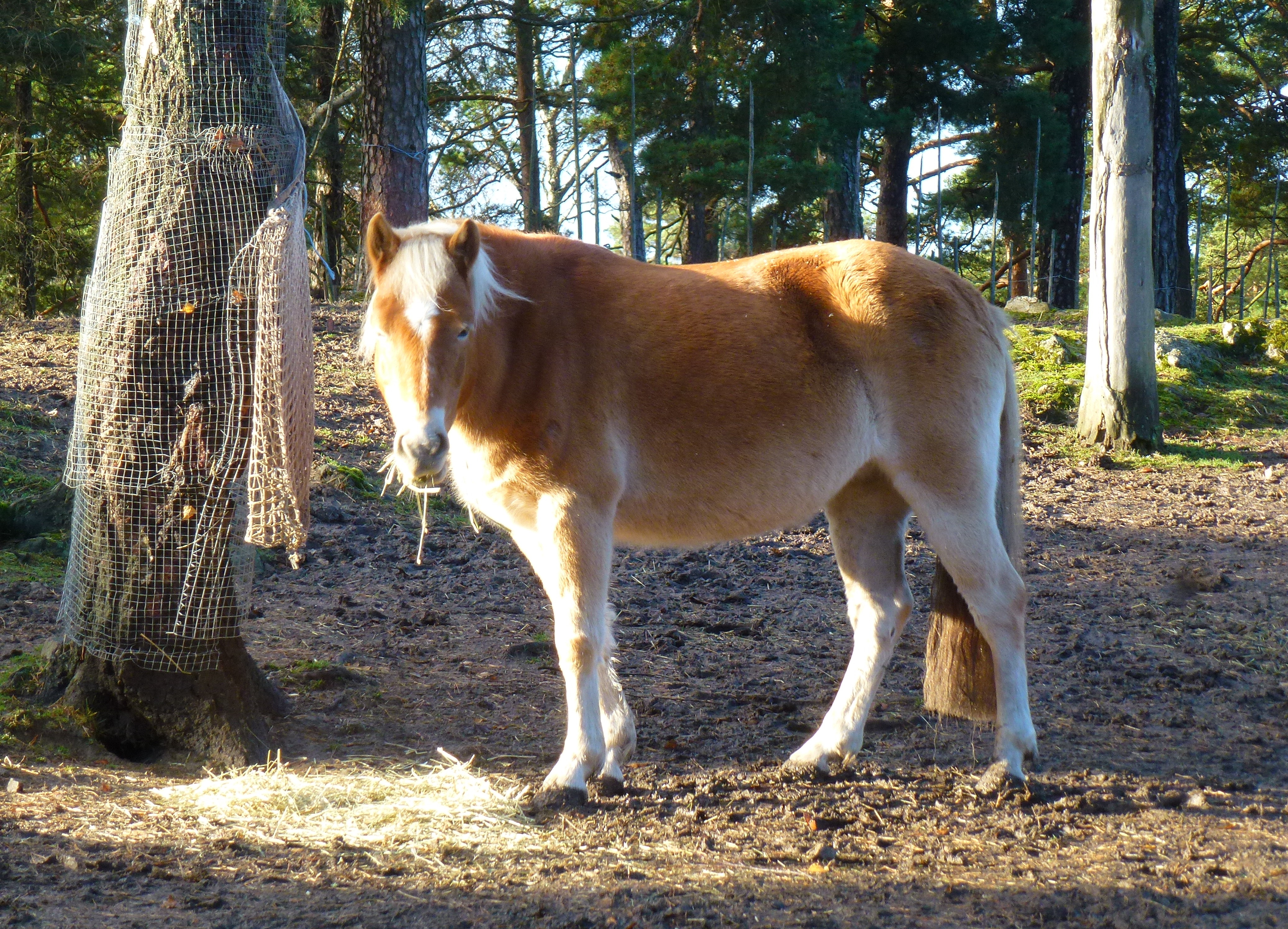
Готландский пони

### «Город»
В «городской» зоне находятся перенсённые сюда дома XVIII и XIX веков. Зона построена вокруг площади Теннгьютарторгет, где ежегодно проводится несколько ярмарок. Особенно это актуально летом и перед Рождеством. На площади также находится Дом Стрёмштедта, в котором размещается городской музей, включающий экспозиции, посвящённые старому замку Тельге-Хус и современной истории города. Дом Стрёмштедта изначально располагался на площади Стора-Торгет в Сёдертелье.
В городской среде находятся два кафе XIX века — Solbacken и Konditori Bellevue, Bageriet с аутентичными крендельками из Сёдертелье и Handelsboden в Доме Стрёмштедта того же периода. Кроме того, здесь есть сад Камицка с боулингом, кожевенный завод Эльмротска и сад Лундебергс.

«Город»
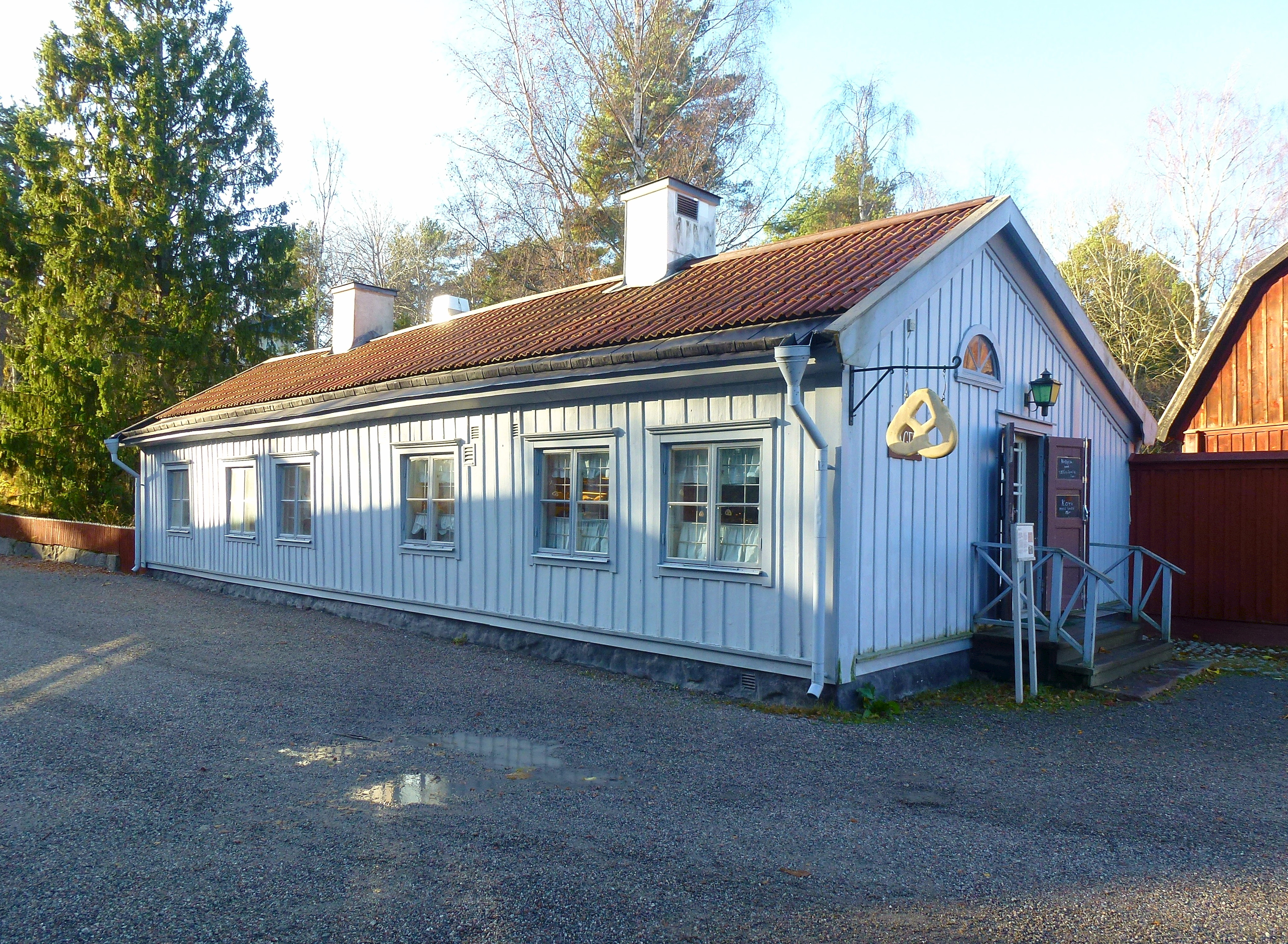
Пекарня
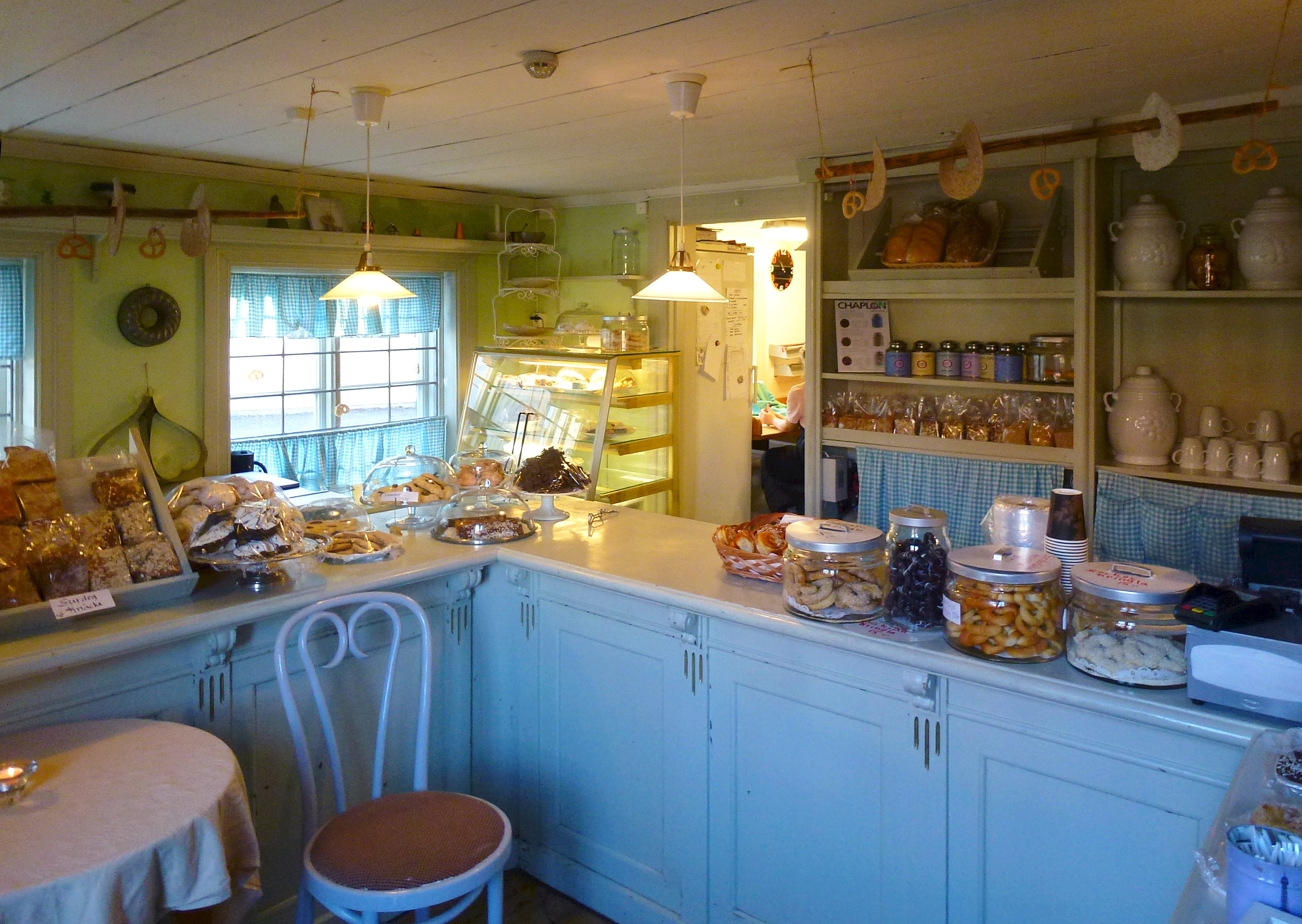
Интерьер пекарни
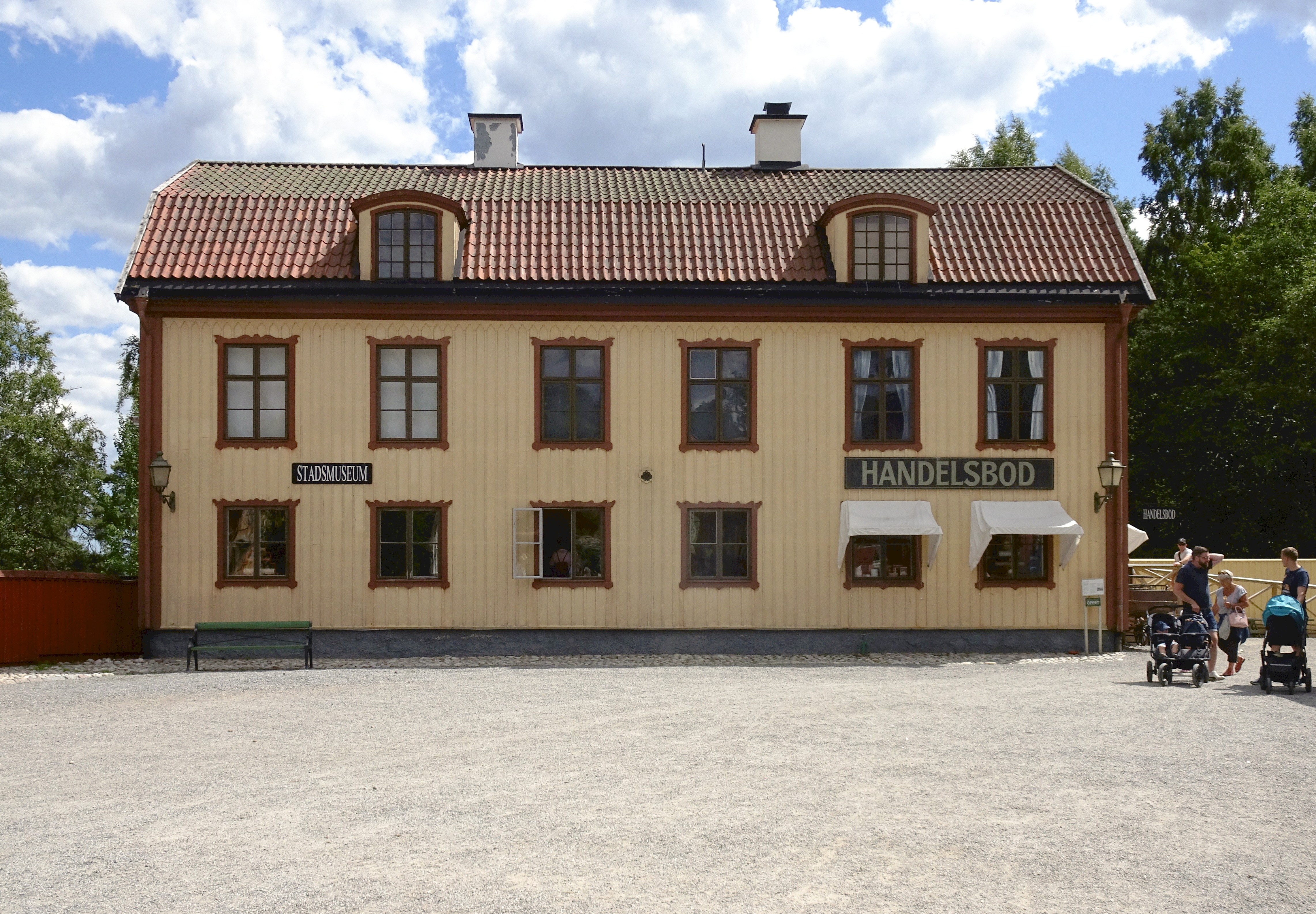
Дом Стрёмштедта
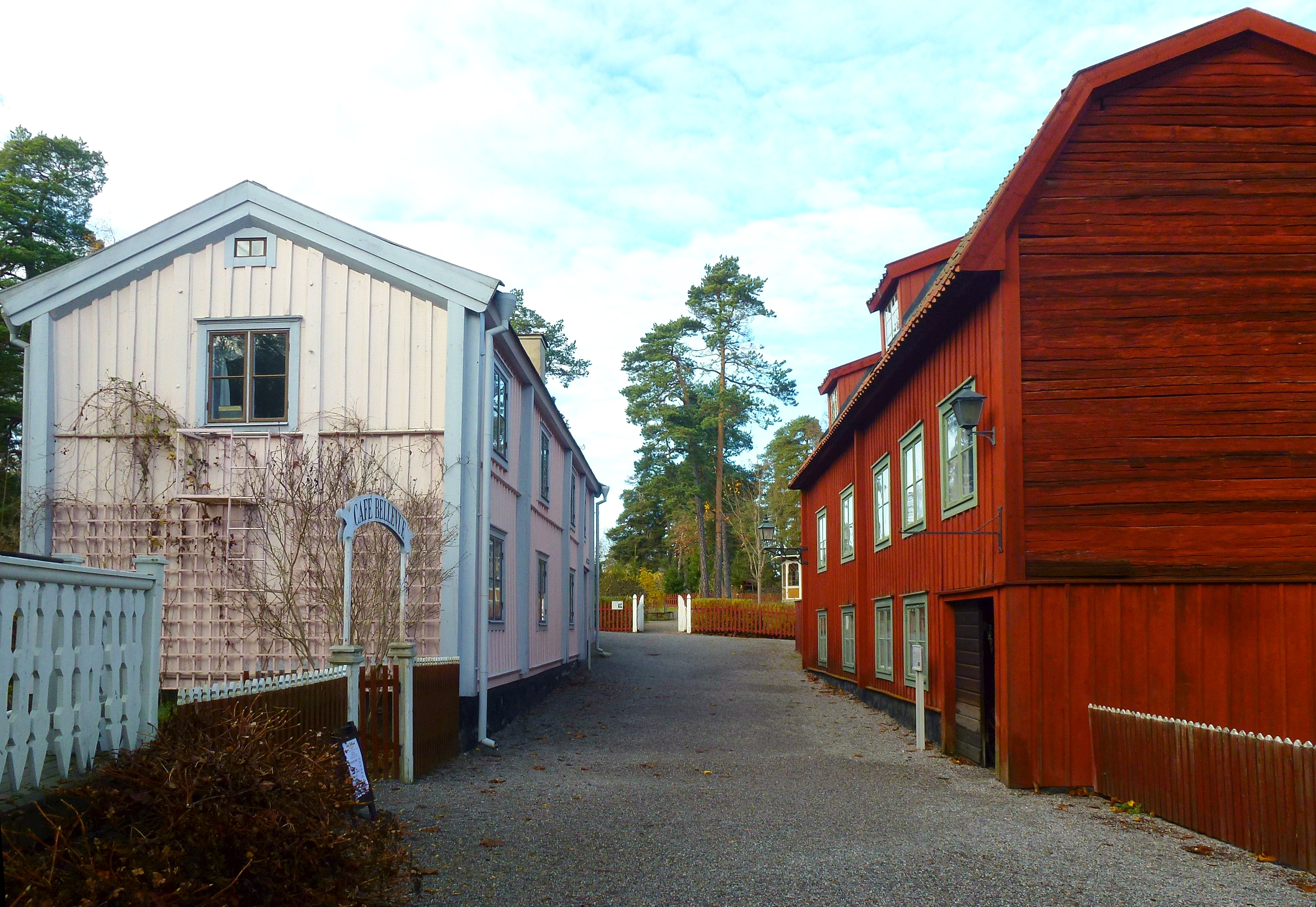
Кожевенная ферма (справа) и ферма Лундбергов (слева)
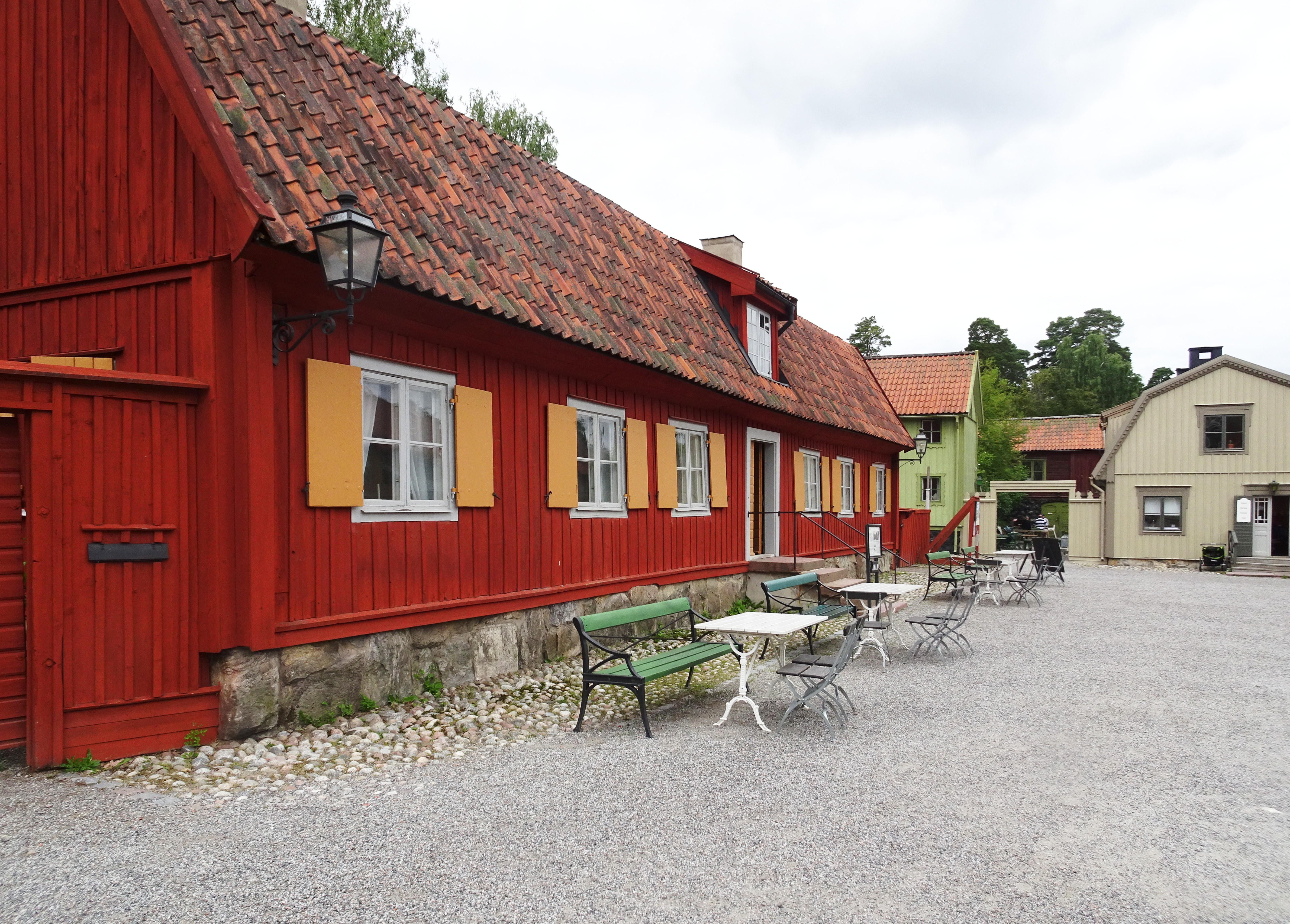
Пагельская ферма
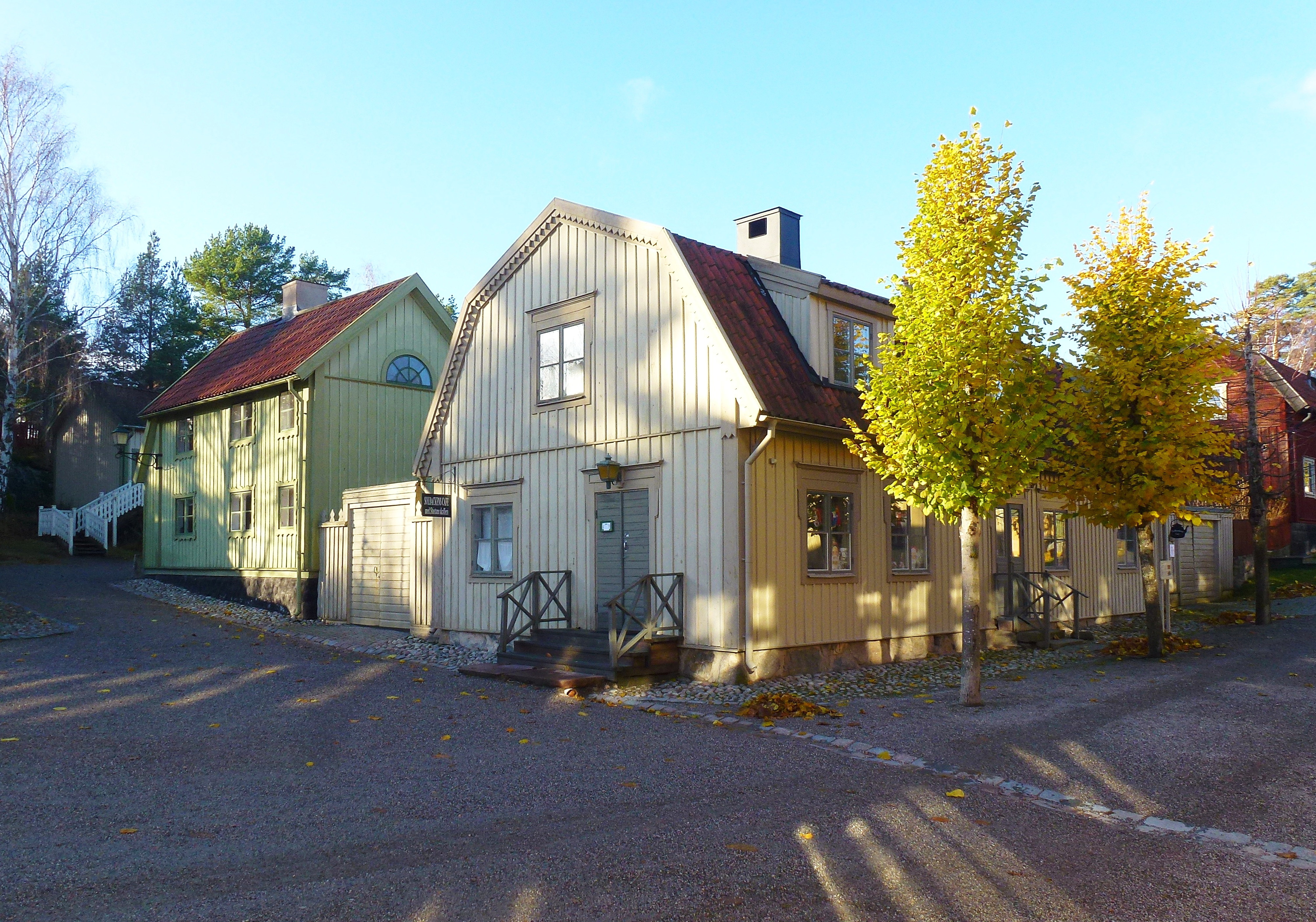
Кафе

### Городской музей Сёдертелье
Через торговый пост посетители также попадают в Городской музей Сёдертелье, где хранится около 17 тысяч экспонатов и около 90 тысяч фотографий. Возраст экспонатов датируется периодом от каменного века до наших дней. Фотографии относятся ко второй половине XIX века и относятся к настоящему времени.[6] Посетители могут увидеть, среди прочего, выставку, посвящённую жизни подростков 1950-х годов, с интерьерами той эпохи и кафе того же периода с автоматами для игры в пинбол и музыкальным автоматом. Среди новых экспонатов выставки также зелёные гаражные ворота шведского теннисиста Бьорна Борга, о которые он играл теннисными мячами и в итоге стал мировой звездой тенниса. Изношенная зелёная двустворчатая дверь была оценена в 2013 году экспертом по антикрундану Рикардом Тунером в сумму от 100 000 до 150 000 крон. В 2014 году необычный объект был приобретён муниципалитетом Сёдертелье за 150 тыс. крон.

Городской музей Сёдертелье
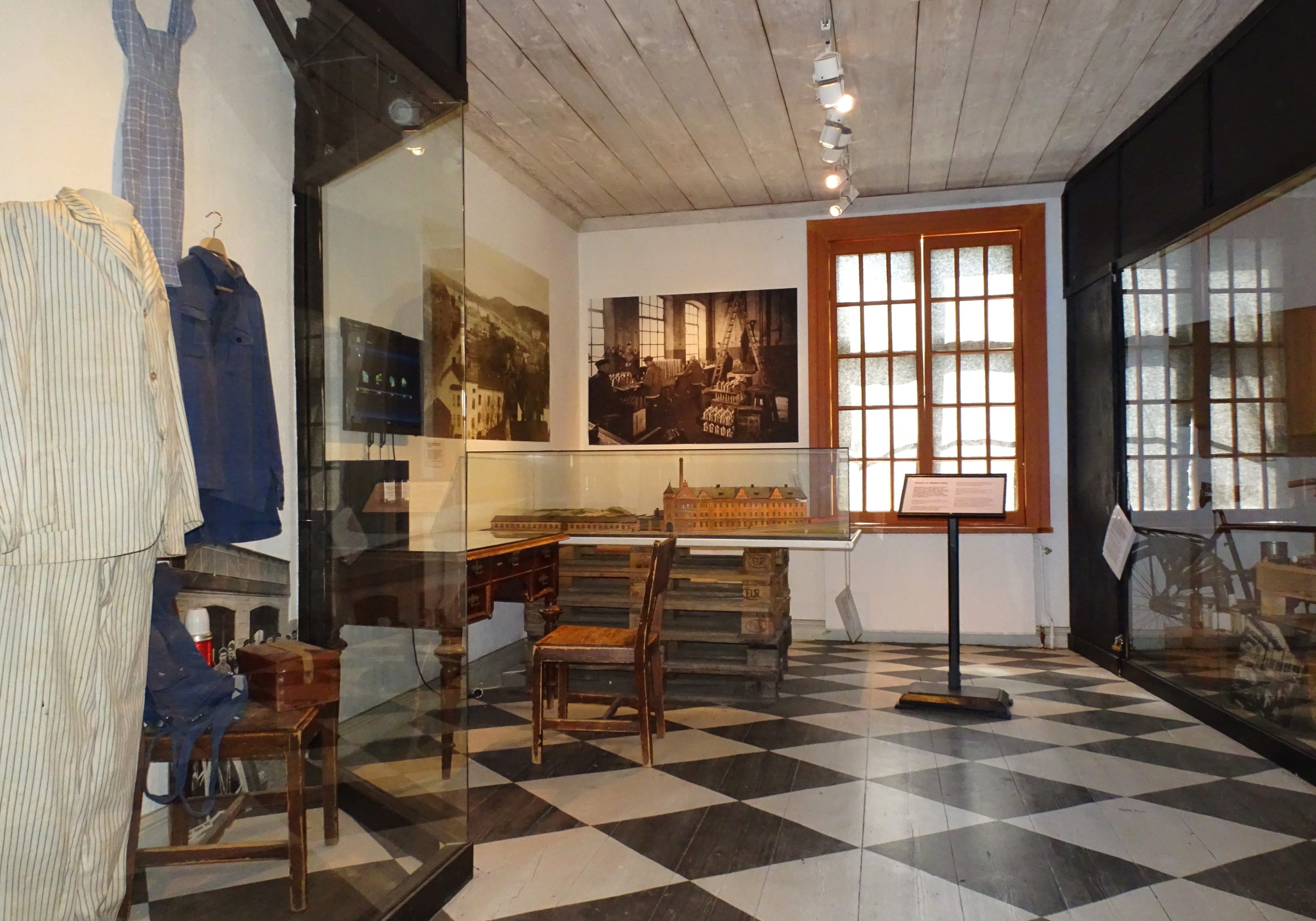
Историческая экспозиция
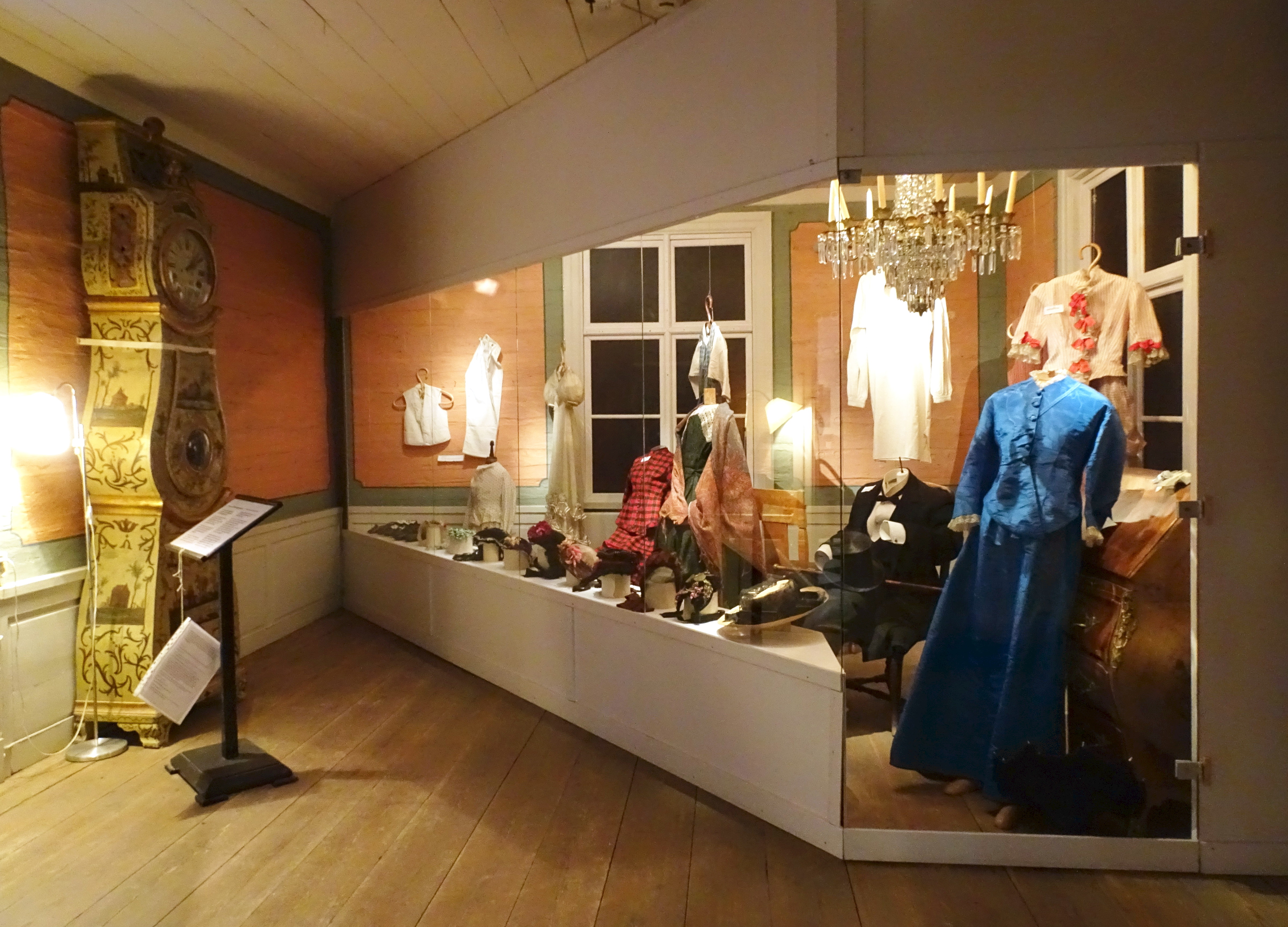
Старинная одежда
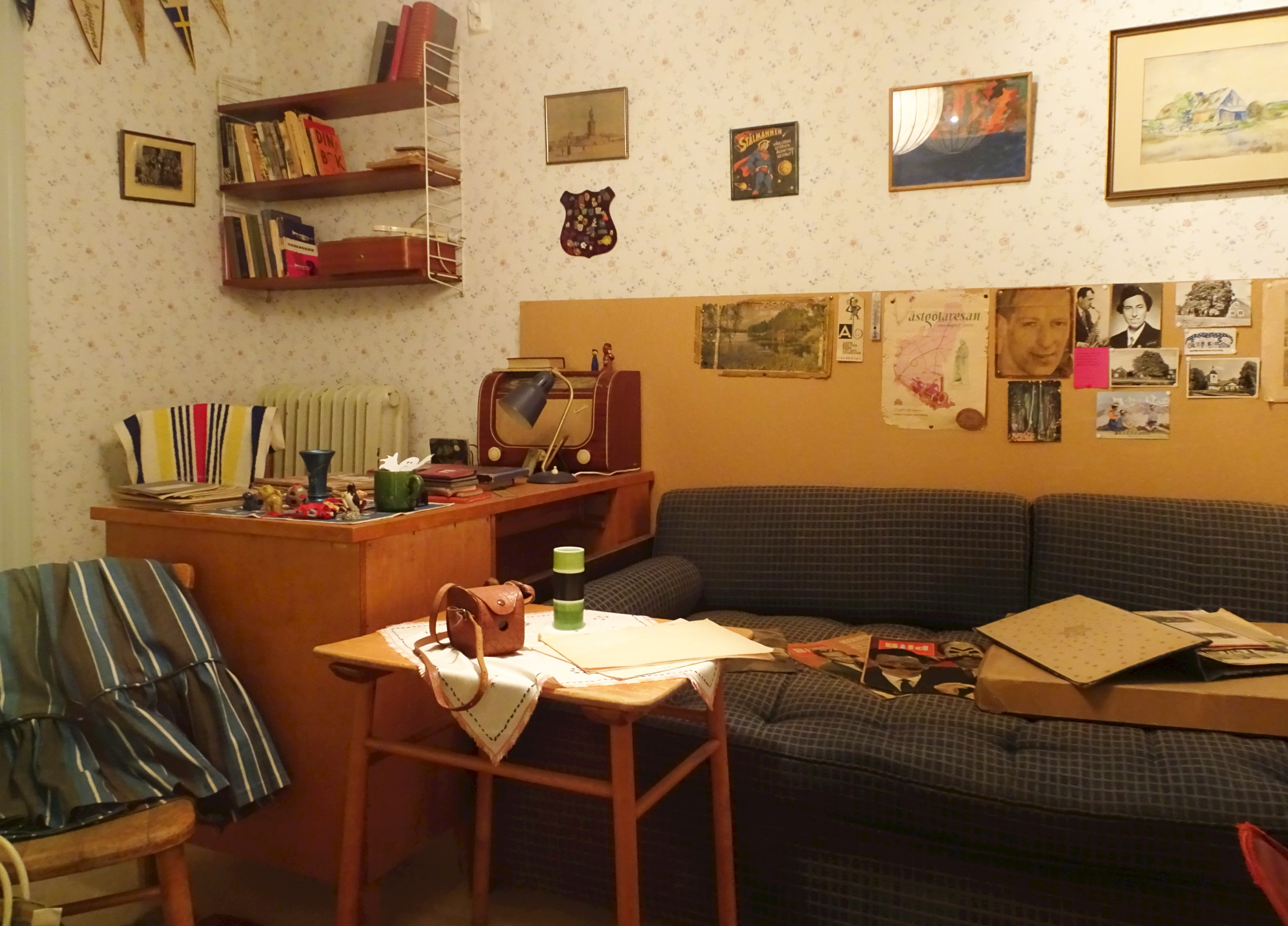
Комната подростка 1950-х годов
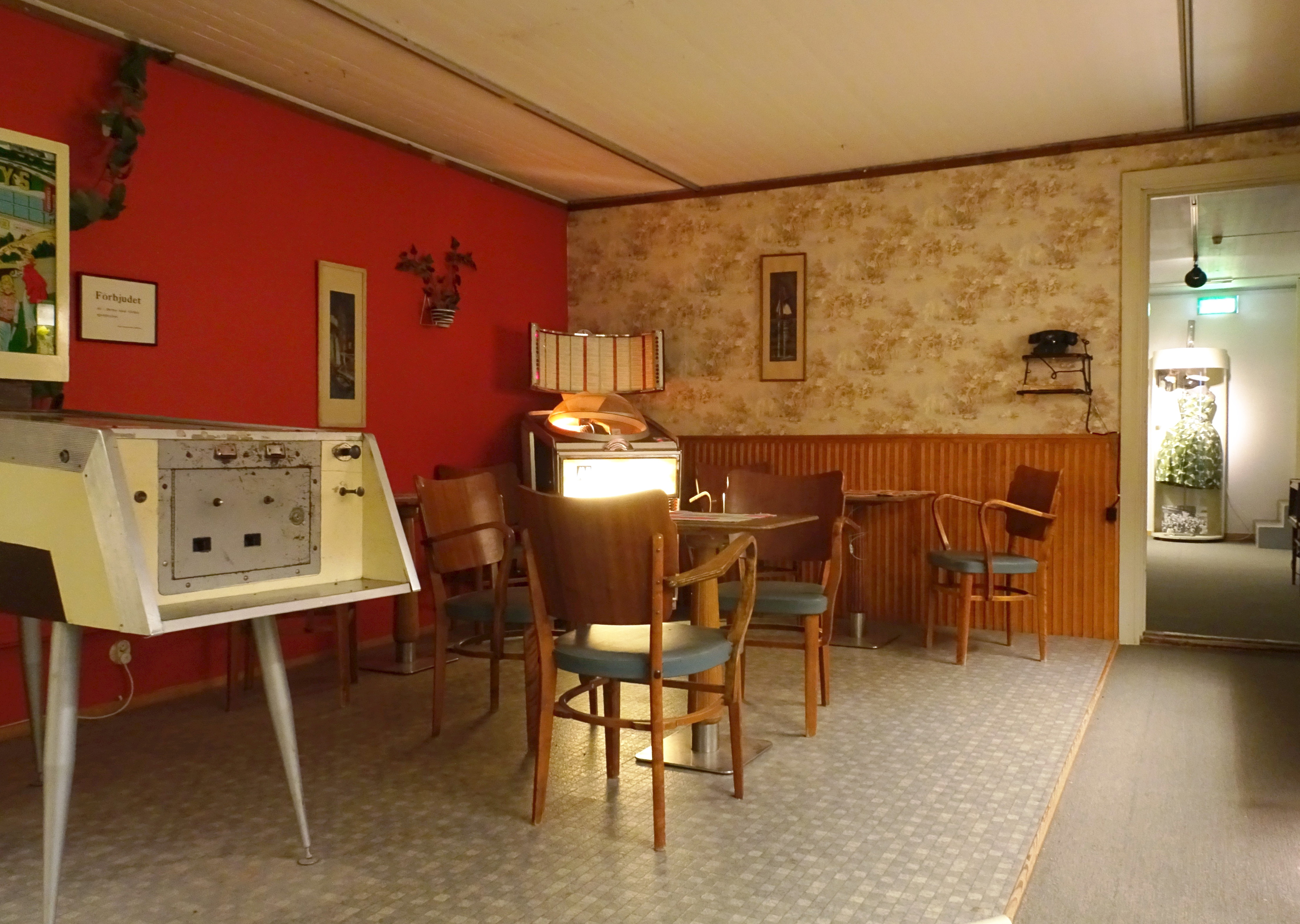
Кафе 1950-х годов
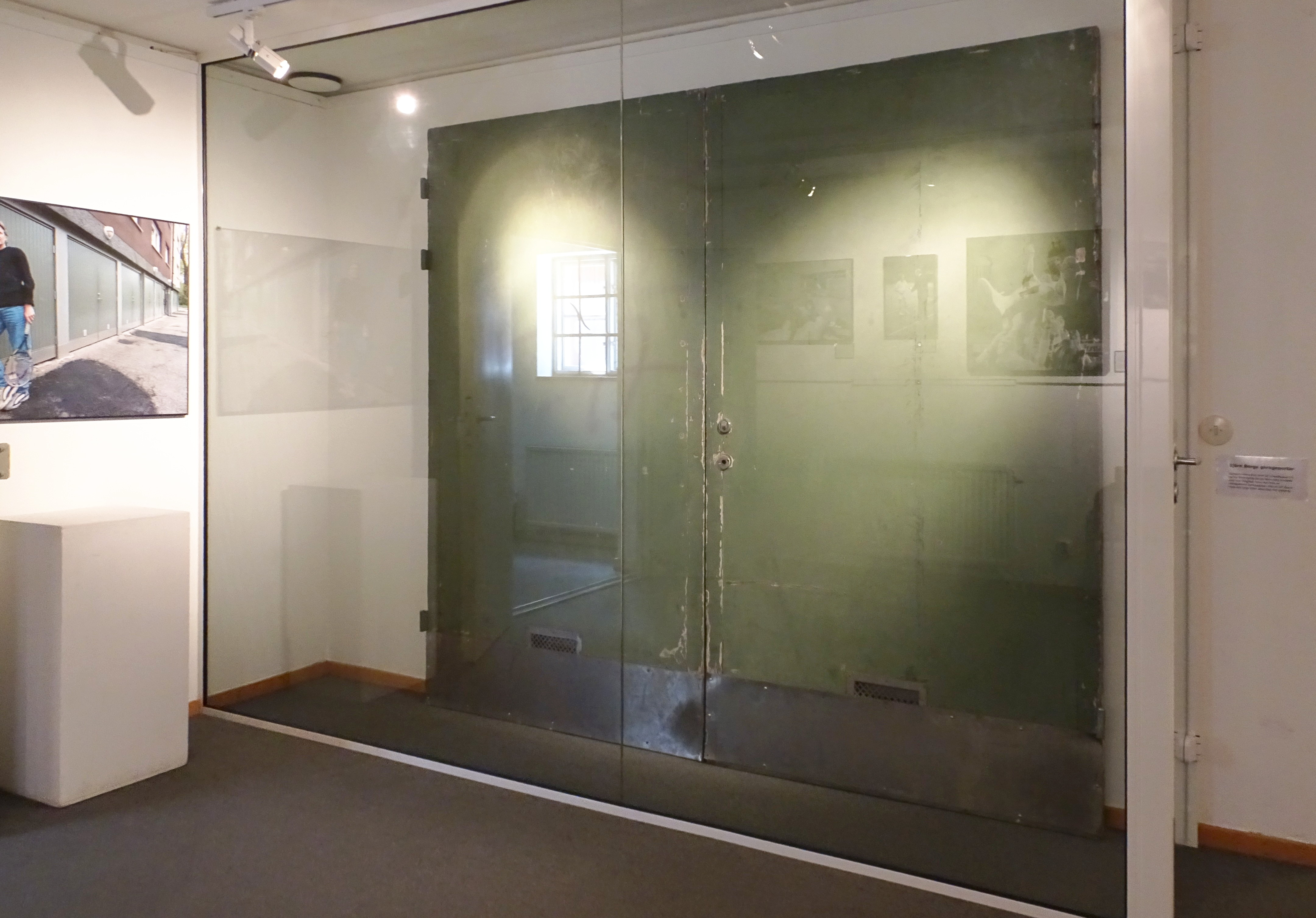
Гаражные ворота Бьорна Борга